# Woman's Gotta Have It
Woman's Gotta Have It è il secondo album in studio del gruppo musicale britannico Cornershop, pubblicato nel 1995.

## Tracce
1. 6am Jullandar Shere – 6:22
2. Hong Kong Book of Kung Fu – 3:23
3. Roof Rack – 3:48
4. My Dancing Days Are Done – 3:30
5. Call All Destroyer – 3:24
6. Camp Orange – 3:48
7. Wog – 3:12
8. Jansimran King – 3:34
9. Looking for a Way In – 7:48
10. 7:20am Jullandar Shere + Never Leave Yrself Open – 13:15